# Джейн Елизабет Варли
Джейн Елизабет Варли (на английски: Jane Elizabeth Varley) е британска юристка и писателка на произведения в жанра любовен роман.

## Биография и творчество
Джейн Елизабет Варли е родена през 1965 г. във Великобритания. В периода 1985 – 1988 г. следва в Оксфордския университет, където получава бакалавърска и магистърска степен по история. След това получава диплома по право от Уестминстърския университет в Лондон. След дипломирането си специализира като адвокат, а в периода 1992 – 1998 г. е преподавателка по право в Кингстънския университет в Лондон.
В следващите години се оттегля да живее в Дексвил, Нормандия, Франция и се насочва към писателската си кариера. Първият ѝ роман „Съпруги и любовници“ е издаден през 2003 г. Главната героиня Виктория Стратфорд организира пищно парти по случай рождения ден на съпруга си Дейвид, на което ще покажат красивата си къща, прекрасните си деца, перфектния си живот и ще скрият амбициите и лъжите които са обсебили брака им, а на партито ще бъдат и двете ѝ сестри, които си имат своите проблеми. На партито започва поредица от събития, които повеждат всяка от сестрите по различен път – към любов, секс, печал, предателство и щастие.
Джейн Елизабет Варли живее със семейството си в Съри и Нормандия.

## Произведения

### Самостоятелни романи
- Wives and Lovers (2003)[1][2]
Съпруги и любовници, изд. „Панорама груп“ (2011), прев. Ирина Касаветова
- Husbands and Other Lovers (2005)
- The Truth About Love (2007)
- Dearest Rivals (2008)

### Сборници
- Great Escapes (2008) – с Аманда Крейг, Вирджиния Айрънсайд, Кати Лети, Дебора Могак, Кейт Мос, Лесли Пиърс, Роуз Тримейн, Фей Уелдън и Изабел Улф[1][2]